# Plectrobrachis filigena
Plectrobrachis filigena är en tvåvingeart som beskrevs av Günther Enderlein 1942. Plectrobrachis filigena ingår i släktet Plectrobrachis och familjen Pyrgotidae. Inga underarter finns listade i Catalogue of Life.